# Lebiez
Lebiez település Franciaországban, Pas-de-Calais megyében. Lakosainak száma 232 fő (2022. január 1.). Lebiez Embry, Cavron-Saint-Martin, Fressin, Hesmond, Offin, Royon és Wambercourt községekkel határos.

## Népesség
A település népességének változása:
| Lakosok száma | 256  | 247  | 251  | 250  | 247  | 243  | 240  | 236  | 232  |
|               | 2013 | 2015 | 2016 | 2017 | 2018 | 2019 | 2020 | 2021 | 2022 |